# Laureano
Ochelcis Aguiar Laureano (Votorantim, 1 de maio de 1909 — São Carlos, 16 de janeiro de 1996) foi um violeiro, poeta, cantor e compositor brasileiro.

## História

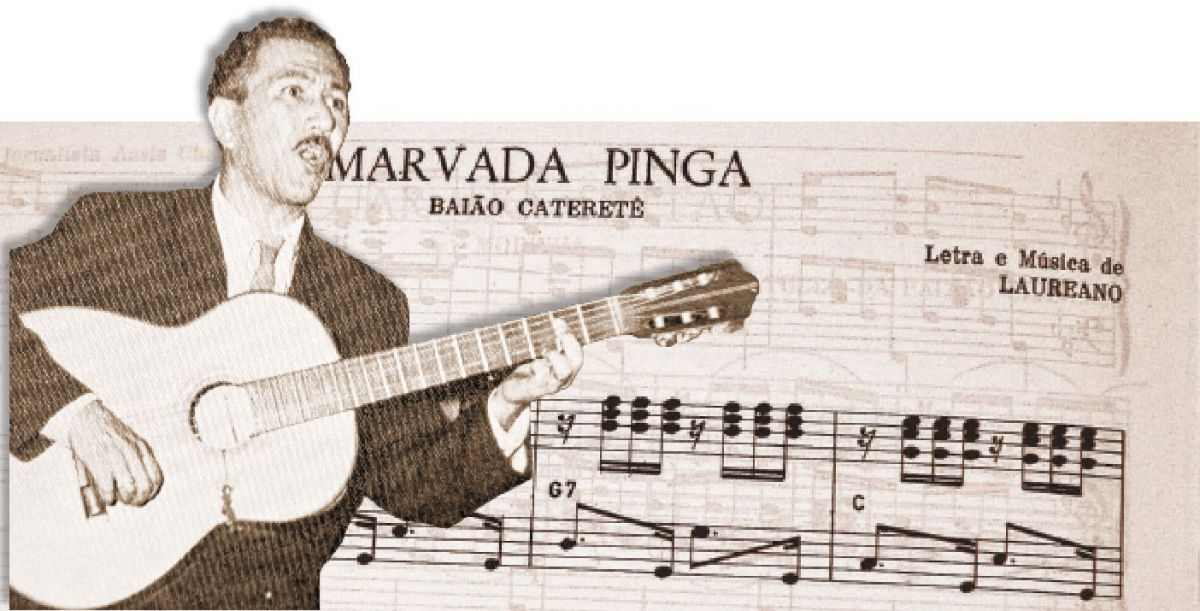

Ochelsis Aguiar Laureano nasceu no dia 1 de maio de 1909 em Sorocaba (Rio Acima região que hoje é Votorantim). Foi casado com Maria Augusta Soares Laureano e teve seis filhos, três homens, já falecidos, e três mulheres, Marcis, Judith e Glaucia. Desde pequeno, tocava viola e fazia repentes e canções sertanejas.
Como artista sertanejo, atuou em programas de rádio e shows artísticos de 1920 a 1942.  Fez parte das Caravanas de Cornélio Pires e formou as duplas “Irmãos Laureano”, “Laureano e Soares”, “Laureano e Mariano”, entre outras.
Como compositor, é responsável por poemas como “Capim Teimoso”, “Lenço Preto” e “O Barranco”. Entre as músicas de sucesso que escreveu estão “Roseira branca”, “O Balão Subiu”, “A Caçada”, “É Mió num Casá”, “Meu Sertão” e “Marvada Pinga”.
Após 1942, Laureano resolveu estudar música e se tornou professor de canto orfeônico e educação musical. Foi amigo pessoal e aluno do maestro Heitor Villa-Lobos.
Em 1948, começou a lecionar em várias cidades, como Passo Fundo, Presidente Prudente, Caraguatatuba, Jundiaí, Santos e Bauru, onde ministrou aulas em diversas instituições por 14 anos e, no dia 10 de setembro de 1984, foi agraciado com o título de cidadão bauruense pelo vereador Edson Francisco da Silva.
Laureano morreu aos 86 anos, no dia 16 de janeiro de 1996 em São Carlos, cidade que morou por quatro anos.

## Dados Artísticos
Estudou canto coral com Villa-Lobos. Foi professor de música. Tornou-se evangélico e passou a viajar pelo país ensaiando os corais das igrejas. Um dos seus grandes sucessos como compositor foi a moda de viola "Moda da pinga", também conhecida como "Festança no Tietê", gravada em 1937 por Raul Torres. A canção foi posteriormente regravada por Inezita Barroso em 1953, conhecendo ainda diversas outras regravações, entre as quais uma de Pena Branca e Xavantinho nos anos 1980. Formou dupla com diversos parceiros. A primeira com Soares, que foi uma das pioneiras que se formaram no rastro da Turma Caipira de Cornélio Pires, da qual fizeram parte. Em 1931, lançou com Soares o seu primeiro disco, o desafio "Desafio" e a moda de viola "Casamento", ambas de autoria da dupla. Com Soares gravou 14 discos em 78 rpm, interpretando entre outras as modas de viola "Valentia de voluntário" e "A mulher e o relógio", ambas de sua autoria. Participou com Cobrinha, Mariano e Arnaldo Meirelles do Quarteto da Saudade. Em 1938, sua valsa "Harmônica chorosa" foi gravada por Arnaldo Meirelles ao acordeom. No mesmo ano, gravou, com seus irmãos, a moda de viola "O crime do restaurante chinês", de sua autoria, e com o Capitão Furtado e Dulce Malheiros as imitações "Amanhecer no sertão", dele e Ariovaldo Pires. Em 1941, a dupla Nhá Zefa e Nhô Pai lançou, de sua autoria, a toada "Sonho de matuto". Foi parceiro de Ariovaldo Pires, com quem trabalhou no programa "Repouso", na Rádio Tupi. Entre as composições da dupla estão "Agricultura hoje tem seu lugar", gravado por Nhá Zefa, Nhô Pai e Capitão Furtado; o quadro patriótico "A bandeira do caboclo", pelo Duo Estrela Dalva; o desafio "Desafio disparatado", com Nhá Zefa e Nhô Pai; e "Destinos iguais", outro grande sucesso, gravado entre outros por Chitãozinho e Xororó, Duo Glacial, Inezita Barroso, Marcelo Costa e Tonico e Tinoco. Formou dupla com Mariano em 1945, com quem fez sucesso com a toada "Destinos iguais", dele e Ariovaldo Pires, lançada no mesmo ano. Com Mariano gravou ao todo três discos, interpretando entre outras a moda de viola "Lola Mariana" e o recortado "Boiadeiro folgado", ambas de Mariano. Em 1978, Craveiro e Cravinho gravaram de sua autoria e Ariovaldo Pires a toada "O sonho do matuto". Foi considerado um dos maiores violeiros dos anos 1930 e 1940. Em 1980 teve as composições "Deixei de ser carreiro", com Mariano e "Destinos iguais", com Ariovaldo Pires, gravadas por Rolando Boldrin no disco "Giro a giro", lançado pela Continental.
Em 1993, Rolando Boldrin regravou pela RGER sua "Moda da pinga (Marvda pinga)" no CD "Disco da moda".